# إينا جيرفي

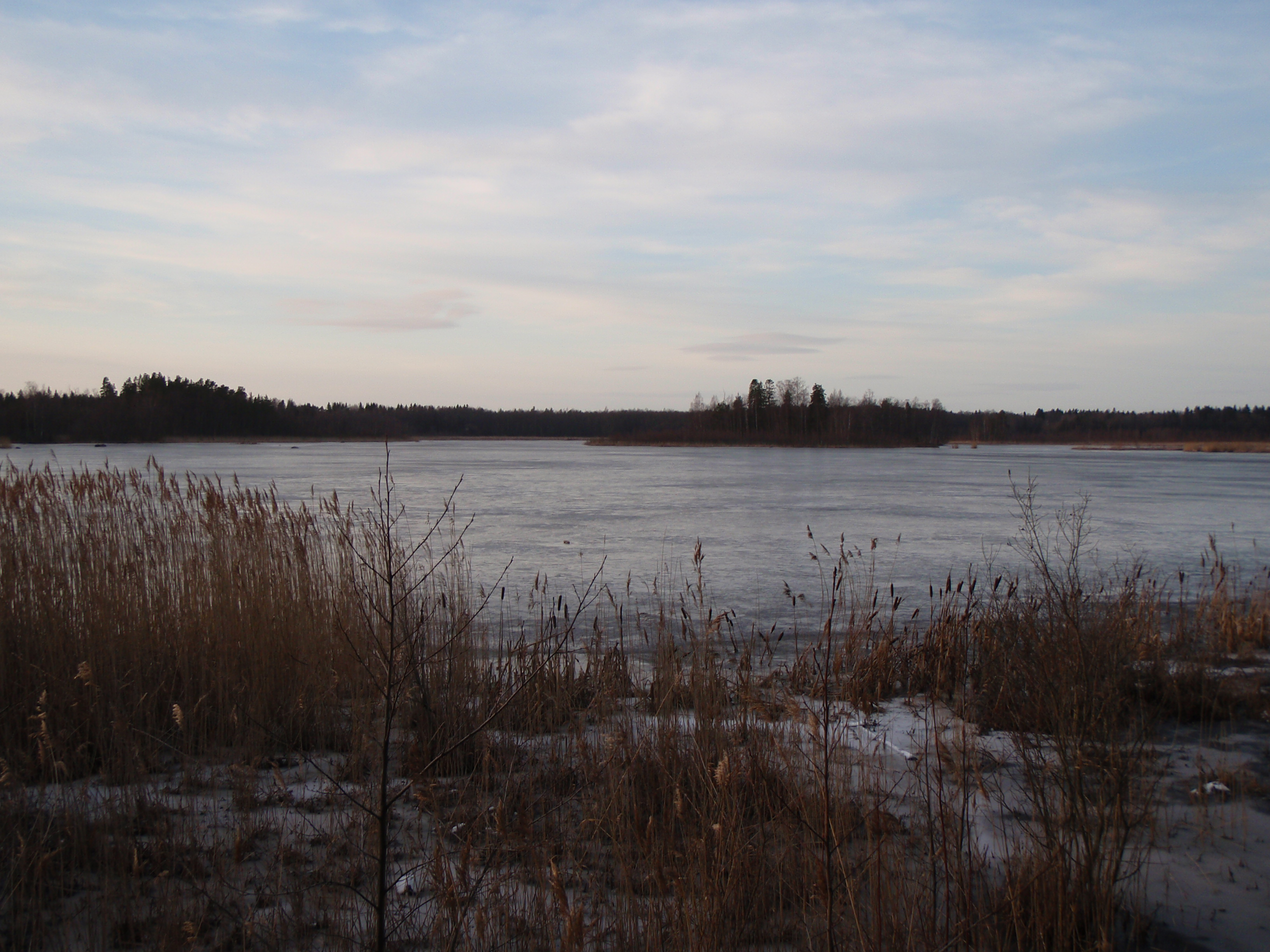
إينا جيرفي

إينا جيرفي هي بحيرة تقع في فنلندا.حيث تقع في بلدية فيهتي في منطقة أوسيما. البحيرة هي جزء من سمندي (بالفنلندية: Siuntionjoki)‏ وهو حوض يصب في خليج فنلندا, في فنلندا توجد هناك أربع بحيرات أخرى بهذا الاسم.